# Lacul de acumulare Kahovka
Lacul de acumulare Kahovka (în ucraineană : Каховське водосховище, transliterat: Kahovske vodoshovîșce) este un fost lac de acumulare pe fluviul Nipru din Ucraina. A fost creat în 1956, când a fost construită hidrocentrala de la Kahovka.

## Geografie
Lacul de acumulare avea o suprafață totală de 2.155 km2 în regiunile Herson, Zaporijjea și Dnipropetrovsk din Ucraina. Avea 240 km lungime și până la 23 km lățime. Adâncimea varia de la 3 la 26 m și era în medie de 8,4 m. Volumul total de apă era de 18,2 km³.
Era folosit, în principal, pentru alimentarea stațiilor hidroelectrice, a sistemului de irigație Krasnoznameanka, a sistemului de irigație Kahovka, a fabricilor industriale, a crescătoriilor de pește de apă dulce, a Canalului Crimeei de Nord și a Canalului Nipru-Krivoi Rog. Prin crearea lui s-a format o rută de apă adâncă pentru navele care navighează pe Nipru, în amonte.
Pe 6 iunie 2023, forțele armate ruse au detonat barajul de la Kahovka, prin urmare lacul a secat aproape complet.
Secarea lacului a dus la o serie de descoperiri arheologice, lacul fiind format pe locul vechilor așezări ale cazacilor zaporojeni. A fost descoperită o barcă, veche de 300 de ani, construită dintr-un singur trunchi de stejar, având o lungime de aproximativ 7 metri și conservată în proporție de 70 - 80%. S-au descoperit tumuli din Epoca Bronzului, vase scitice, fortificații cazace, artefacte ale goților din secolul III sau ale tătarilor medievali, dar și zidurile unei biserici scufundate în momentul creării lacului și rămășițe ale unor soldați nemți căzuți în Al Doilea Război Mondial.
 

Galerie

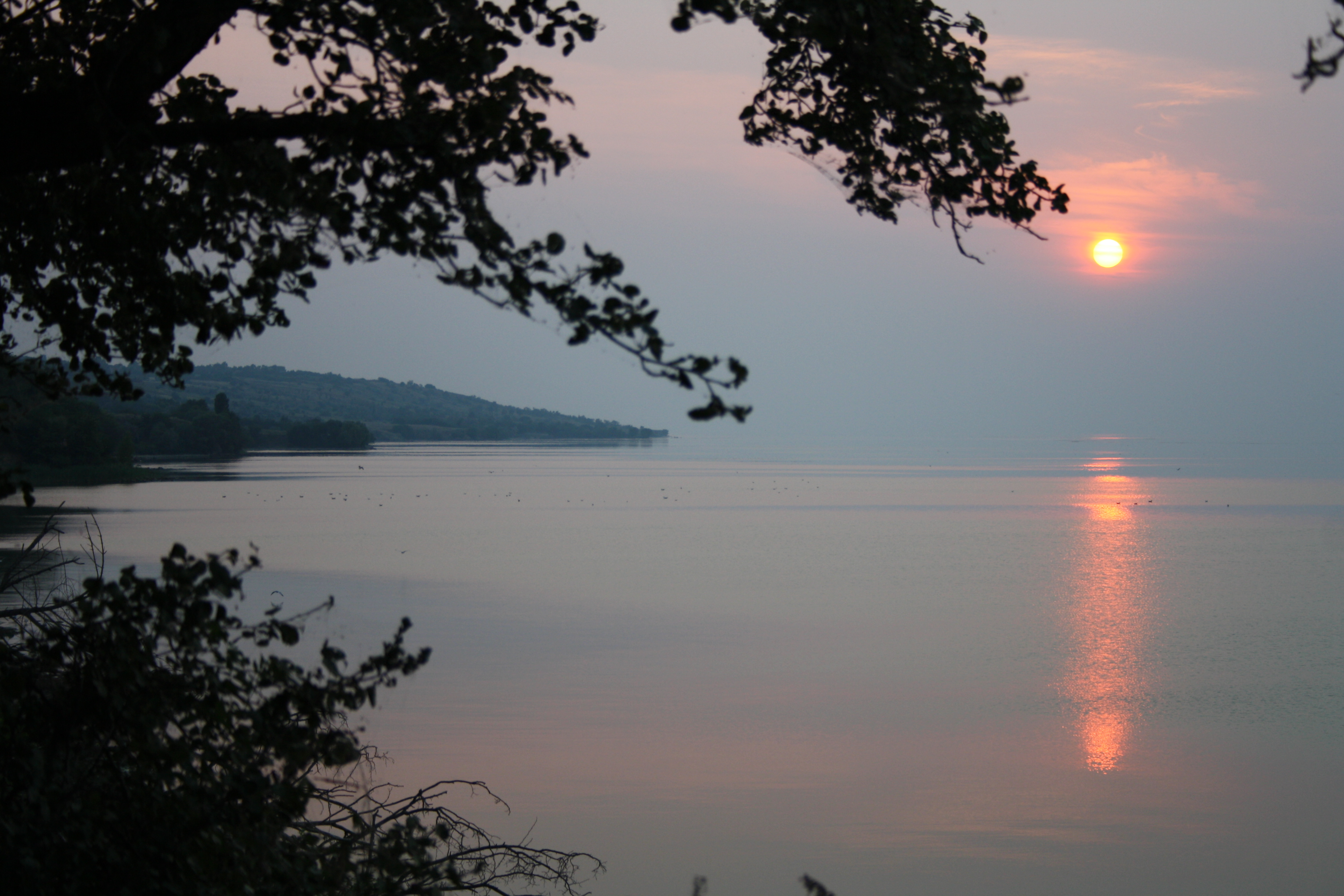
Zorii revărsându-se pe Lacul de acumulare Kahovka (august 2010)
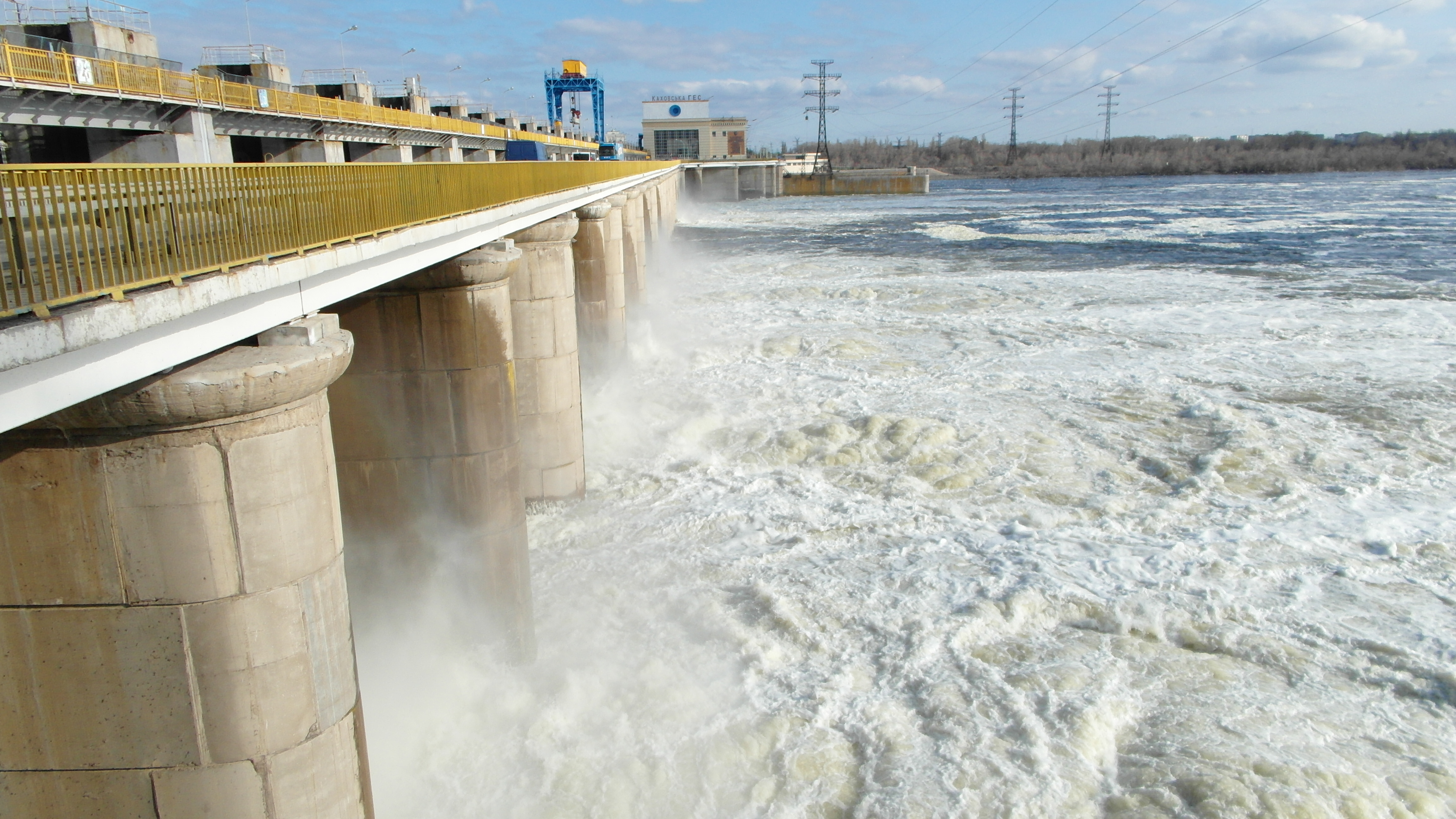
Lacul de acumulare Kahovka (aprilie 2013)
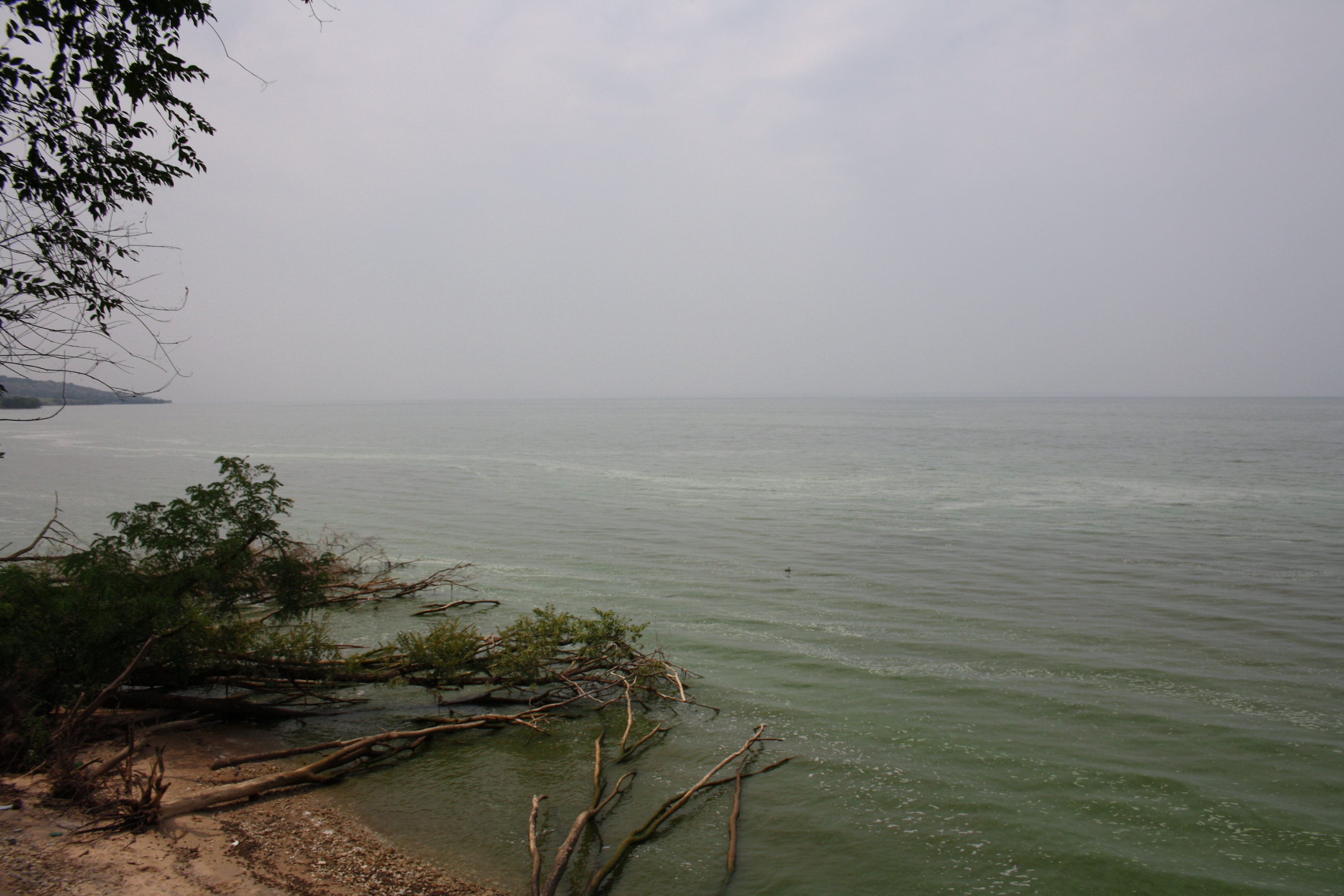
Lacul de acumulare Kahovka (august 2010)